# Крестовська волость
Крестовська волость — історична адміністративно-територіальна одиниця Маріупольського повіту Катеринославської губернії із центром у селі Крестовка.
Станом на 1886 рік складалася з 3 поселень, 3 сільських громад. Населення — 2050 осіб (1067 чоловічої статі та 983 — жіночої), 133 дворових господарства.
|                     | Площа, десятин | У тому числі орної, десятин |
| ------------------- | -------------- | --------------------------- |
| Сільських громад    | 706            | 245                         |
| Приватної власності | 12544          | 3150                        |
| Казенної власності  | —              | —                           |
| Іншої власності     | —              | —                           |
| Загалом             | 13304          | 3395                        |

Поселення волості:
- Крестовка — колишнє державне село при річці Пане-Іванова або Валіторош за 35 верст від повітового міста, 1318 осіб, 172 дворових господарства, православна церква, школа, винний склад, лавка.
- Олексіївка — колишнє державне село при річці Кальчик (Шагарівка), 708 осіб, 100 дворових господарств.
- Апостольське — колишнє державне село при річці Кальчик (Шагарівка), 1670 осіб, 229 дворових господарств, православна церква, лавка.
- Архангельське — колишнє державне село при річці Кальчик (Шагарівка), 743 особи, 100 дворових господарств.
- Дмитрівка — колишнє державне село при річці  Кальчик (Шагарівка), 1351 особа, 191 дворове господарство, православна церква, 2 лавки.
- Зачатівське — колишнє державне село при річці Мокрі Яли, 868 осіб, 148 дворових господарств.
- Златоустівка — колишнє державне село при річці Мокрі Яли, 1023 особи, 146 дворових господарств, православна церква, лавка.
- Знаменівка — колишнє державне село при річці Пане-Іванова або Валіторош, 544 особи, 78 дворових господарств.
- Карлівка — колишнє державне село при річці Мокрі Яли, 487 осіб, 86 дворових господарств, молитовний будинок, поштова станція.
- Стрітенське — колишнє державне село при річці Пане-Іванова або Валіторош, 889 осіб, 151 дворове господарство, православна церква, земська станція, лавка.